# Ostfriesentee
Der Ostfriesentee ist eine spezielle, kräftige Teemischung aus Ostfriesland; sie besteht aus mehreren Schwarzteesorten, hauptsächlich aus Assam. Aber auch Tee aus Sri Lanka und Afrika sowie Java-, Sumatra- und Darjeelingsorten werden dazugemischt.
Um einen gleichbleibenden Geschmack zu erzielen, wird in der Regel ähnlich wie beim Verschnitt von Wein eine Mischung aus über 20 Sorten aus verschiedenen Teegärten und Pflückungen verwendet, wodurch Geschmacksunterschiede einzelner Lieferungen ausgeglichen werden.
Ostfriesische Mischungen sind für das kalkarme Wasser in Ostfriesland geschaffen und für kalkreiches Wasser weniger geeignet. Das ostfriesische, teils moorige Wasser hat Einfluss auf das Aroma.

## Konsum
Ostfriesentee wird zumeist zusammen mit Sahne und Kluntje konsumiert, dabei kommt zuerst das Kluntje in die Tasse, dann wird der heiße Tee aufgegossen. Durch den heißen Tee zerfallen die Kristalle unter leisem Knistern, der Tee wird jedoch nicht umgerührt. Mit einem Teelöffel wird vorsichtig die Sahne auf den Tee gegeben. Es entsteht die sogenannte Sahnewolke. Auch diese wird nicht verrührt. Es ergibt sich dadurch mit jedem Schluck ein anderes Geschmackserlebnis, je nachdem, welche der Komponenten dominieren. Zu Beginn überwiegt ein sahnig-weicher Geschmack, zum Ende die Süße des Kluntje.

## Bezeichnung „Echter Ostfriesentee“
Die Bezeichnung „Ostfriesentee“ ist nicht geschützt, sodass auch viele Teehäuser außerhalb Ostfrieslands Schwarzteemischungen unter diesem Namen oder als „ostfriesische Mischung“ anbieten. Nur Wortmarken einzelner Hersteller sind beim Deutschen Patent- und Markenamt als eingetragene Marken angemeldet. Üblicherweise wird dennoch nur Tee, der in Ostfriesland gemischt worden ist, als Echter Ostfriesentee bezeichnet.
In Ostfriesland gibt es die drei großen im 19. Jahrhundert gegründeten Teehandelshäuser Bünting in Leer, Thiele in Emden und Onno Behrends in Norden, die jeweils mehrere eigene Teemischungen als „echten Ostfriesentee“ anbieten. Eine vergleichbare Bekanntheit hatte der Norder Doka Tee (1930–1992). Hinzugekommen sind 1978 Uwe Rolf aus Aurich und 1990 das Ostfriesische Teekontor aus Esens, die ihren Tee ebenfalls unter dieser Bezeichnung vermarkten.